# Polkovina
Pólkovína ali metaloíd je tisti kemijski element, katerega ionizacijske in vezne lastnosti so med lastnostmi kovin in nekovin. Teh treh kemijskih skupin ni preprosto razločiti, a najpogosteje imamo za polkovine elemente, ki so polprevodniki, ne pravi prevodniki.
Znane polkovine so:
- bor (B),
- silicij (Si),
- germanij (Ge),
- arzen (As),
- antimon (Sb),
- telur (Te) in
- polonij (Po).

Nova elementa, ki naj bi tudi bili polkovini:
- ununheksij (Uuh)
- ununseptij (Uus) (atomsko število 117; še ni sintetiziran)

V periodnem sistemu se polkovine pojavljajo na diagonali od bora do polonija. Elementi nad to skupino so nekovine, elementi na levi od nje so kovine.